# Adriaan Strauss
Jan Adriaan Strauss (Bloemfontein, 18 de noviembre de 1985) es un exjugador de rugby sudafricano que jugaba en la posición de hooker; representó a los Blue Bulls y Cheetahs en la Currie Cup ABSA y en el Super Rugby.
Strauss hizo su presentación internacional con la selección de rugby de Sudáfrica el 19 de julio de 2008 saliendo del banquillo contra Australia en el Torneo de las Tres Naciones. Siguió con el equipo en el resto del torneo, donde jugó cinco partidos, pero se perdió la gira de noviembre por el Reino Unido tras el regreso de John Smit a la acción con Chiliboy Ralepelle precediéndole en el orden de la selección. Logró sus dos primeros ensayos con los Springboks en un test match el 18 de noviembre de 2012 contra Escocia en Murrayfield en Edimburgo.
Seleccionado para participar con Sudáfrica en la Copa Mundial de Rugby de 2015. Empezó de suplente el primer partido de la fase de grupos, la histórica derrota 32-35 frente a Japón. Entró en la segunda parte, en sustitución de Bismarck du Plessis y consiguió un ensayo en el minuto 61.